# Simrishamn (Gemeinde)
Koordinaten: 55° 33′ N, 14° 21′ O

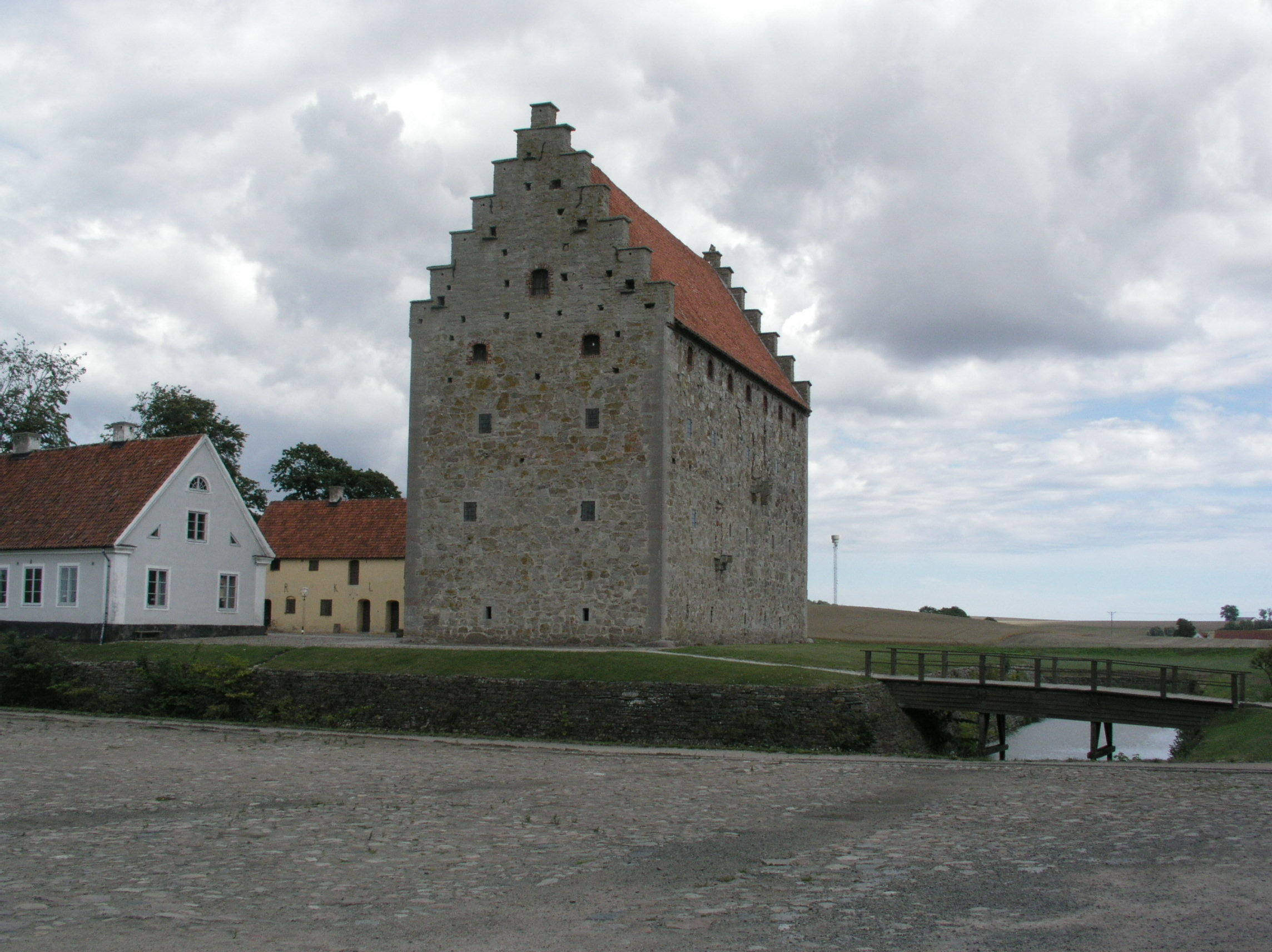
Die mittelalterliche Burg Glimmingehus

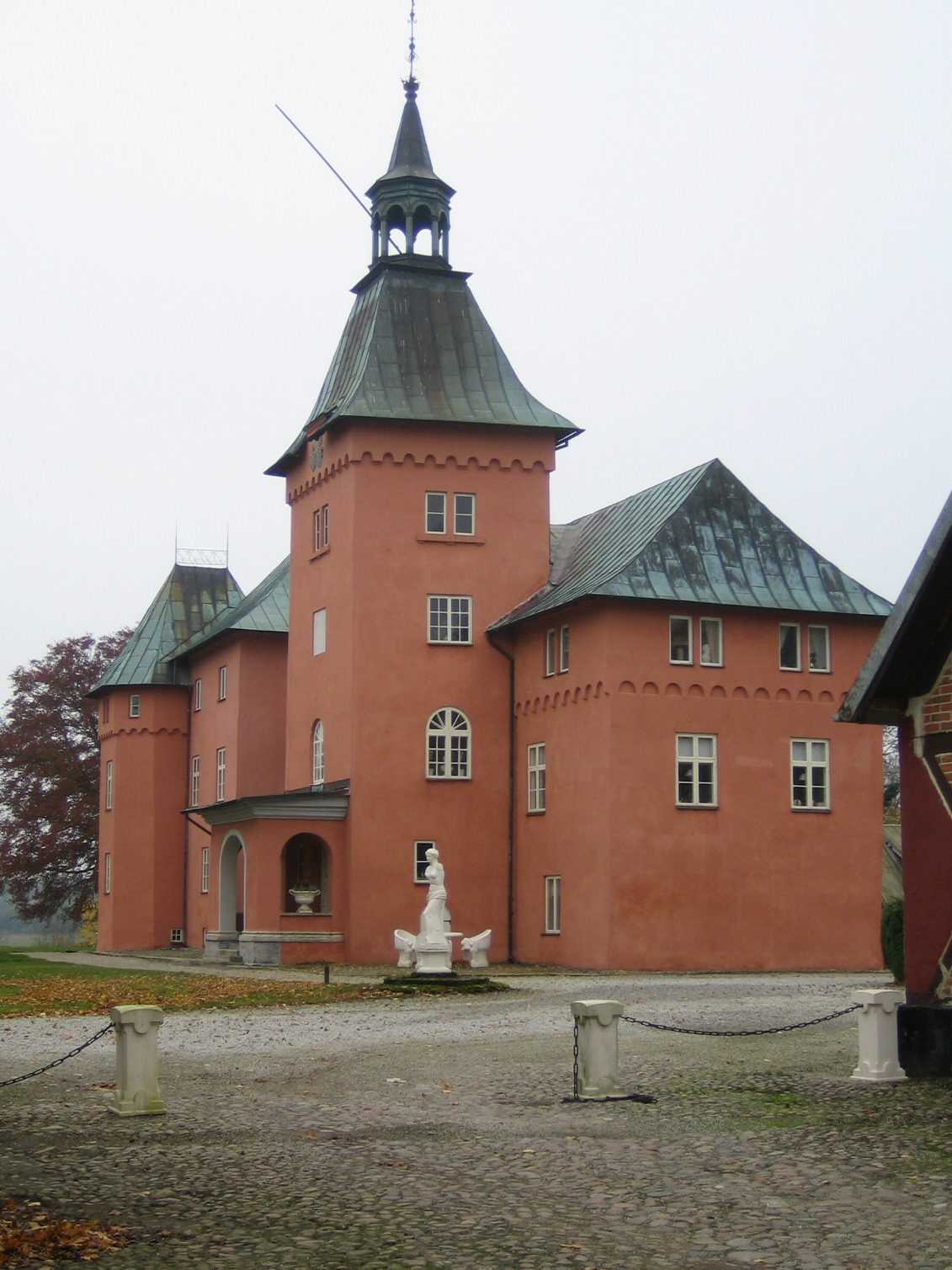
Schloss Gärsnäs

Simrishamn ist eine Gemeinde (schwedisch kommun) in der südschwedischen Provinz Skåne län und der historischen Provinz Schonen. Der Hauptort der Gemeinde in der Region Österlen ist Simrishamn.

## Geographie
Ungefähr die Hälfte der Gemeindefläche ist mit Ackerland bedeckt. Die andere Hälfte machen Wald, Wiesen und Bebauung aus. Der nördliche Teil der Gemeinde ist hügeliger und weist größere Waldflächen auf. Der höchste Punkt ist der Urberg Stenshuvud im gleichnamigen Nationalpark. Die Küste ist sehr abwechslungsreich mit felsigen und sandigen Stränden. Aufgrund der vielen Sommerhäuser, die sich in der Gemeinde befinden, steigt die Einwohnerzahl in der warmen Jahreszeit bis auf das Doppelte.

## Geschichte
Im Mittelalter war der Ort Östra Tommarp (damals Tumathorp), der acht Kilometer westlich der Stadt Simrishamn liegt, der Hauptort der Gemeinde. Hier gab es eine eigene Münzerei und ein größeres Kloster. Nachdem Tumathorp 1304 bei einem Brand fast vollständig zerstört wurde und sich die deutsche Hanse in Simrishamn etablierte, verlor Tumathorp seine bisherige Stellung und verlor 1537 sogar die Stadtrechte.

## Wirtschaft
Wirtschaftlich ist die Gemeinde durch Tourismus, Handwerksbetriebe, Fischfang und Fischverarbeitung sowie Landwirtschaft und Obstanbau geprägt. Der Hafen von Simrishamn ist der drittgrößte Fischereihafen in Schweden. Die Ernten von den ca. 500.000 Obstbäumen der Gemeinde machen mehr als ein Drittel der schwedischen Produktion aus. Der Tourismus beschäftigt etwa 500 Einwohner.

## Sehenswürdigkeiten
Einige Kilometer außerhalb Simrishamns in Richtung Ystad liegt die mittelalterliche Burg Glimmingehus. In Kivik findet jedes Jahr ein großer Markt statt und in der Nähe dieser Stadt befindet sich das Grab von Kivik.

## Orte
Folgende Orte sind Ortschaften (tätorter):
- Baskemölla
- Borrby
- Brantevik
- Gärsnäs
- Hammenhög
- Kivik
- Östra Tommarp
- Sankt Olof
- Simris
- Simrishamn
- Skillinge
- Vik
- Vitaby